# Margot Trooger
Margot Trooger, née le 2 juin 1923 à Rositz (Allemagne) et morte le 24 avril 1994 à Mörlenbach (Allemagne), est une actrice de cinéma allemande.

## Biographie
Margot Trooger est apparue dans 50 films entre 1953 et 1976. Elle est principalement connue, dans les pays francophone pour avoir jouée le rôle de tante Percilla, dans la série et les films Fifi Brindacier. 
Margot Trooger est morte le 24 avril 1994 dans sa maison de Mörlenbach et a été enterrée au cimetière local.

## Filmographie sélective
- 1949 : Ich mach dich glücklich : une serveuse (non créditée)
- 1952 : When the Heath Dreams at Night : Helga
- 1952 : Lockende Sterne (de) : Herta Wernicke
- 1954 : The Confession of Ina Kahr : Margit Kahr
- 1955 : Secrets of the City : Paula
- 1955 : Rosen im Herbst (de) : Johanna
- 1962 : Das Halstuch (de) (TV miniseries) : Marian Hastings
- 1962 : Le Tueur à la rose rouge (Nur tote Zeugen schweigen) d'Eugenio Martín : Katharina
- 1963 : Elf Jahre und ein Tag de Gottfried Reinhardt : Fanni Gruber
- 1964 : Ein Frauenarzt klagt an : Lotte Hartmann
- 1964 : Tre per una rapina : Margot Weimer
- 1964 : Le Défi du Maltais (Der Hexer) d'Alfred Vohrer : Cora Ann Milton
- 1964 : Traitor's Gate : Dinah
- 1965 : Neues vom Hexer d'Alfred Vohrer : Cora Ann Milton
- 1965 : Die schwedische Jungfrau (de) : Margret Brinkmann
- 1965 : Heidi de Werner Jacobs : Fräulein Rottenmeier
- 1966 : The Doctor Speaks Out : Frau Sidler
- 1967 : La Grande Sauterelle de Georges Lautner : l'Américaine
- 1967 : Das Rasthaus der grausamen Puppen : Marilyn Oland
- 1968 : Jet Generation - Wie Mädchen heute Männer lieben
- 1969 : I'm an Elephant, Madame : Mme Nemitz
- 1969 : Fifi Brindacier (en) (Pippi Långstrump) : Mme Prysselius
- 1969 : Ellenbogenspiele (de) : Jertrude
- 1969 : Van de Velde: Das Leben zu zweit - Sexualität in der Ehe : Elisabeth
- 1969 : Christoph Kolumbus oder Die Entdeckung Amerikas (de) (téléfilm) : Isabelle la Catholique
- 1969 : Pippi Goes on Board : Mme Prysselius
- 1971 : Wir hau'n den Hauswirt in die Pfanne : Lenchen Kleinschmidt
- 1971 : Bleib sauber, Liebling! : Frau Stubenrauch
- 1974 : Auch ich war nur ein mittelmäßiger Schüler : Fräulein Landgraf